# 上堡乡
上堡乡，是中华人民共和国江西省赣州市崇义县下辖的一个乡镇级行政单位。

## 行政区划
上堡乡下辖以下地区：
上堡村、梅坑村、甲子村、水南村、竹溪村、赤水村、良和村、正井村、均源村和暖水村。